# 日本囊对虾
日本囊对虾（學名：Marsupenaeus japonicus）是十足目对虾科囊对虾属（学名：Marsupenaeus）的唯一一種，有时也分在对虾属下，称为日本对虾（Penaeus japonicus）。
俗称九节虾、虎虾、花虾、斑節對虾、竹节虾、花尾虾、斑节虾，在日本称为车海老。原生於印度洋-太平洋海域的海灣和陸緣海，也可通過雷賽布遷移而到達地中海。

## 形态特征

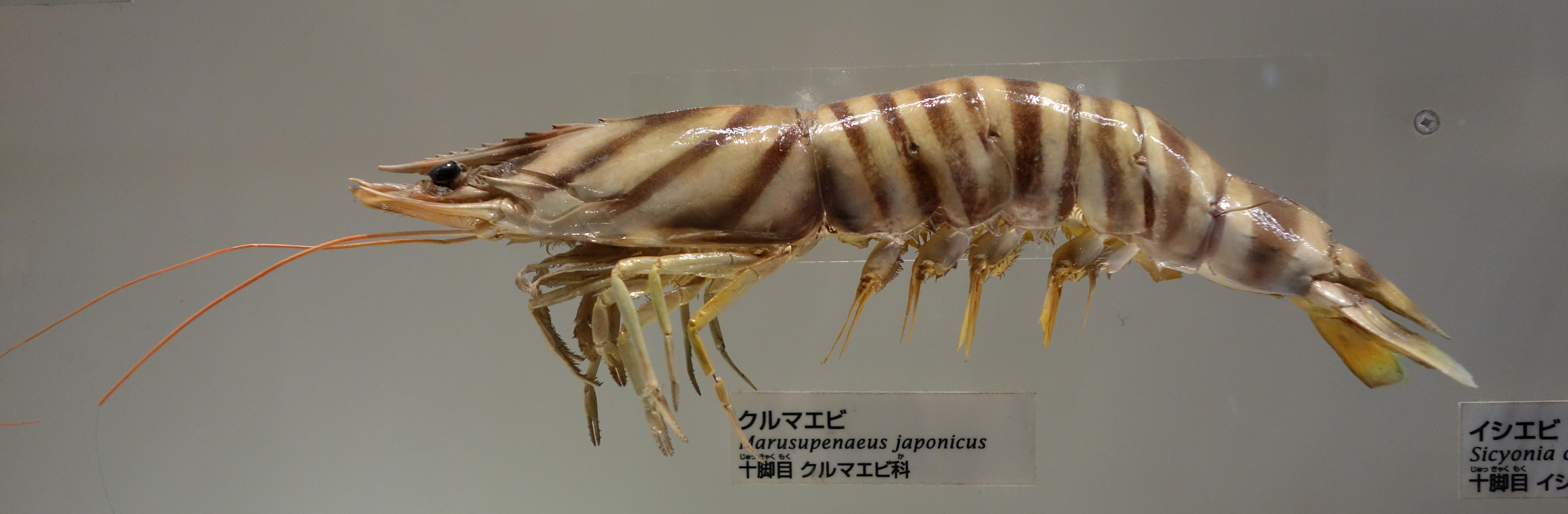
日本国立科学博物馆裡的日本對蝦標本

体被蓝褐色横斑花纹，尾尖为鲜艳的蓝色。额角微呈正弯弓形，上缘8～10齿，下缘1～2齿。第一触角鞭甚短，短于头胸甲的1/2。第一对步足无座节刺，雄虾交接器中叶顶端有非常粗大的突起，雌交接器呈长圆柱形。成熟虾雌大于雄。
体长8-10 cm。额角齿式8-10/1-2。具额胃脊，后端双叉型。额角侧沟长，伸至头胸甲后缘附近；额角后脊的中央沟长于头胸甲长的1/2。尾节具3对活动刺。雌性交接器囊状，前端开口，有一圆突；雄性交接器中叶突出，并向腹面弯折。体表具土黄色和蓝色相间的鲜明横斑，尾肢具棕色横带。
在波浪较小的海湾内的沙泥底栖息。主要活动在夜间。食性为杂食，主要捕食对象为藻类、贝类、多毛类、小鱼等。天敌除了人之外还有黑棘鯛、章鱼等。
日本对虾的外壳较硬且厚，在运输过程中容易保存。

## 分布
日本对虾分布极广，日本北海道以南、中国沿海、东南亚、澳大利亚北部、非洲东部及红海等均有分布。中国沿海1～3月份及9～10月份均可捕到亲虾，产卵盛期为每年12月～翌年3月份。虾汛旺季为1～3月份。常与草虾、宽沟对虾混栖。

## 生态习性
日本对虾栖息于水深10－40m的海域，喜欢栖息于沙泥底，具有较强的潜沙特性，白天潜伏在深度3cm左右的沙底内少活动，夜间频繁活动并进行索饵。觅食时常缓游于水的下层，有时也游向中上层。在虾塘的高密度养殖中，饥饿时呈巡游状态。但一般情况下很少发现其游动，尤其是养殖前期较难观察到。
对环境的适应性如下：
- 对盐度的适应：日本对虾为广盐性虾类。对盐度的适宜范围是15－30‰，但高密度养殖时适应低盐度能力较差，一般不能低于7‰。
- 对温度的适应：日本对虾属亚热带种类，最适温范围为25－30℃，在8－10℃停止摄食，5℃以下死亡，高于32℃生活不正常。
- 对水中溶解氧（DO）的要求：日本对虾在池养中忍受溶氧的临界点是2mg/l（27℃时）低于这一临界点即开始死亡。耐干能力强，是较易长途运输的种类。
- 对海水pH值的适应：海水pH值较稳定，一般在8.2左右，但虾塘pH值多数变化较大。日本对虾对pH值适应值为7.8－9之间。

## 经济价值
日本对虾是日本最重要的对虾养殖品种，在日本养到25克/尾左右出售价格最高，主要销售活虾。中国福建、广东等南方沿海也已养殖二十餘年。养殖180天体重可达20～25克。产卵群体体长为12～20厘米，体重为20～95克。该虾甲壳较厚，耐乾燥，适于活体运销，利润较高。营养价值与其他主要虾类相近。